# Rhaphuma illicata
Rhaphuma illicata là một loài bọ cánh cứng trong họ Cerambycidae.